# Pilawa (obwód chmielnicki)
Pilawa (dawny polski egzonim: Piławce; ukr. Пилява, Pylawa) – wieś na Ukrainie, w obwodzie chmielnickim, w rejonie chmielnickim, w hromadzie Stara Sieniawa, nad rzeką Ikwą. W 2001 roku liczyła 672 mieszkańców.

## Historia
Miejscowość powstała w XV wieku i dawniej występowała też pod nazwą Piławce. Nieopodal wsi miała miejsce zwycięska bitwa zbuntowanych Kozaków i Tatarów nad wojskami koronnymi. 
Koło Pilawy na południowym brzegu Ikwy wznosił się dawniej zamek, po którym do początku XX wieku stały ruiny dwóch baszt.